# Skattlösberg
Skattlösberg är en by i Grangärde socken, Ludvika kommun. Den ligger i Grangärde finnmark, 22 km väster om Grangärde kyrkby och 37 km nordväst om Ludvika nära länsväg 245 mellan Sunnansjö och Fredriksberg. Byn, som idag har en året runt-befolkning på cirka 25 personer, är mest känd som författaren och poeten Dan Anderssons födelseplats. Han bodde också där under en del av sin uppväxt. En minnessten är rest på platsen, den så kallade "skoltomten", för det skolhus där han föddes 1888. Sedan 1978 är naturen kring byn ett naturreservat, Skattlösbergs by. Skattlösberg ingår även i Ekomuseum Bergslagen.

## Namnet
Namnet "Skattlösberg" härrör från den finska koloniseringen i Sverige. Hertig Karl (sedermera Karl IX) gav i ett brev 1570 tillstånd till bosättning på kronans marker med skattefrihet de första sex åren.

## Historik

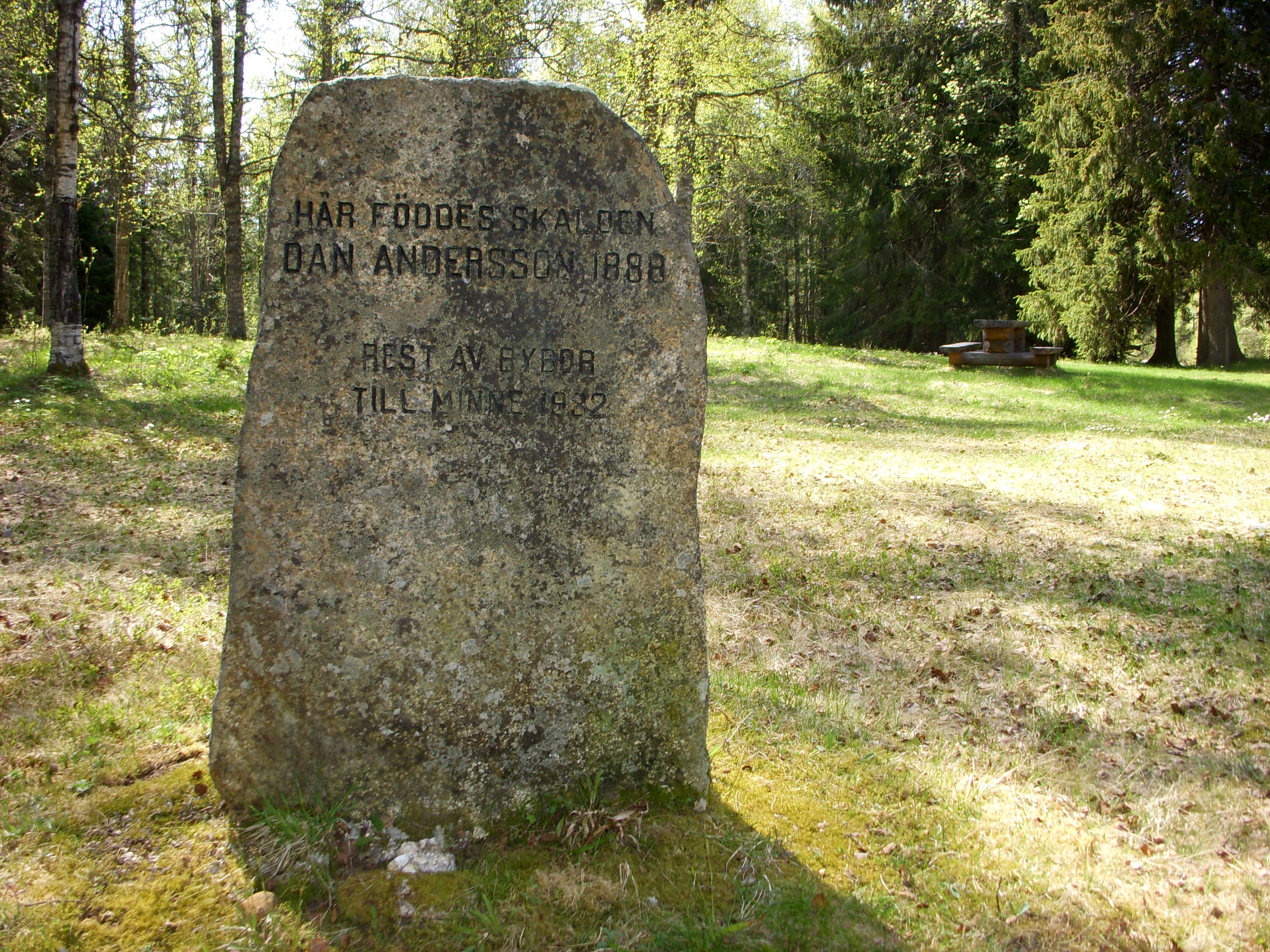
Minnesstenen över Dan Andersson på "skoltomten" år 2009.

Byn befolkades i början av 1600-talet (sannolikt 1618) av finnar som fick tillåtelse att bedriva så kallat svedjebruk, de brände skog och odlade i askan, i de vidsträckta skogarna som tidigare var obebodda. Tillgången på frodig granskog var då stor och virket hade ännu inget större värde utan svedjebruk som tog stora arealer i anspråk kunde tillåtas. Man sådde ofta bara svedjerågen två somrar på samma plats innan man flyttade odlingen till nybrända områden.  
Skattlösberg liksom många andra byar i trakten fick ett uppsving när bergsbruket under 1700-talet växte fram med gruvor, hyttor och omfattande transporter av malm, ved och träkol. Efterfrågan på skog blev då stor eftersom det behövdes stora mängder ved till de kolmilor som försåg hyttorna i trakten med stora mängder träkol. Svedjebruket blev då en odlingsform som konkurrerade med bergsbrukets stora behov av skog och förbjöds därför. Detta medförde att svedjefinnarnas tidigare goda försörjningsmöjligheter drastiskt försämrades och de tvingades i stor utsträckning försörja sig med skogsarbete och kolning för bruken.
Trakten är känd för poeten Dan Andersson, som föddes i Skattlösbergs skola 1888. Fadern Adolf Anderson var lärare vid skolan som byggdes 1864. Denna skolbyggnad hade tjänat ut 1917 och revs och ersattes med en ny och större skola. Förutom skolsal rymdes även en kyrksal, bibliotek och lärarbostad. År 1945 brann skolan ner efter ett blixtnedslag.
Byns storhetstid när det gäller befolkning inträffade under 1930- och 40-talen. Då hade byn egen skola, postkontor och två affärer. 
Skattlösberg ligger fortfarande i en vildmark, där delar av byn är ett naturreservat och landskapet hålls öppet. I skogarna förekommer inte bara rikligt med älg, räv och skogsfågel utan man kan man också träffa på varg och björn. Under sommaren blommar Skattlösberg upp. Befolkningen fördubblas genom de sommarboende, som då flyttar dit. Under sommaren firas också minnet av Dan Andersson genom flera evenemang i byn och vid Dan Anderssons minnesstuga, Luossastugan.

## Kända personer från Skattlösberg
- Dan Andersson, poet och visdiktare
- Otto Blixt, folklivsforskare
- Carl Ludvig Granlund, Gardist-Kalle, stråtrövare och mördare